# Eparhija
Eparhija (grško ἐπαρχία, latinizirano: eparchía, dob. 'gospostvo') je cerkvena enota v vzhodnem krščanstvu, enakovredna škofiji v zahodnem krščanstvu. Eparhijo vodi eparh, enakovreden škofu. Status eparhije je odvisen od upravne strukture posamezne vzhodne cerkve: eparhija lahko pripada cerkveni provinci, običajno metropoli, lahko pa je iz nje izvzeta. Vsaka eparhija je razdeljena na župnije, tako kot škofija v zahodnih cerkvah. Zgodovinski razvoj eparhij v različnih vzhodnih cerkvah so zaznamovale lokalne razlike, ki jih je še vedno  mogoče opaziti v sodobnih pravoslavnih cerkvah, predkalcedonskih cerkvah in katoliških cerkvah vzhodnega obreda.

## Pravoslavne cerkve
V pozni antiki in zgodnjem srednjem veku je v pravoslavni terminologiji izraz eparhija ostal ustaljena oznaka za metropolitansko provinco, tj. metropolijo (grško μητρόπολις, latinsko metropola). 
V kasnejšem srednjem veku se je terminologija začela spreminjati, zlasti znotraj Carigrajskega patriarhata. Inflacija naslovov, ki je prizadela bizantinsko aristokracijo in birokracijo, je dobila zagon tudi v cerkvenih krogih. Da bi pospešile centralizacijo, so patriarhalne oblasti začele množiti število metropolitov tako, da so lokalne škofe povzdignile v častne metropolitske stopnje, ne da bi jim sočasno podelile dejanske metropolitske pristojnosti. Neposredno imenovani metropoliti so s tem postali bolj odvisni od Carigrada. Posledično je bila raba besede eparhija razširjena tako, da je vključevala ne samo prave metropolitanske province, ampak tudi novoustanovljene častne metropolitanske sedeže, ki niso bile prave province  in torej nič drugačne od običajne škofije, razen v častnih nazivih in rangih. Eparhije so se začeli imenovati tudi takšni častni metropolitanski sedeži. Proces je bil sistematično spodbujan, kar je povzročilo velik terminološki premik. Z razdrobitvijo prvotnih metropolitanskih provinc na več naslovnih, ki so jih tudi imenovali eparhije, je carigrajski patriarhat postal bolj centraliziran in ostal tak do danes.
Podobno cerkveno terminologijo uporabljajo tudi druge avtokefalne in avtonomne cerkve znotraj vzhodne pravoslavne skupnosti. V tistih, ki niso grške, se izraz eparhija uporablja v lokalnih različicah in ima tudi različne ustreznice v lokalnih jezikih.

## Vzhodne katoliške cerkve
V vzhodnih katoliških Cerkvah je eparhija enakovredna škofiji latinske Cerkve, njen škof pa se lahko imenuje eparh in je enakovreden škofu latinske Cerkve. Podobno velja za nadškofijo.
Posamezne eparhije nekaterih vzhodnih katoliških Cerkva so lahko sufragani metropolij latinske Cerkve. Grkokatoliška Križevska eparhija je na primer sufragan rimskokatoliške Zagrebške nadškofije. Latinske prelate imajo tudi nekatere manjše vzhodnokatoliške Cerkve. Makedonska grškokatoliška cerkev je na primer organizirana kot  Strumiško-Skopska eparhija, katere sedanji ordinarij je rimskokatoliški škof v Skopju.